# Жене у плесу
Важно место жена у плесу може се пратити од самог почетка цивилизације. Пећинске слике, египатске фреске, индијске статуете, старогрчка и римска уметност и записи дворских традиција у Кини и Јапану сведоче о важној улози коју су жене од почетка имале у ритуалном и верском плесу. У средњем веку оно што је постало познато као балет има своје почетке на италијанским дворским фестивалима када су жене често играле улоге мушкараца. Крајем 17. века у Француској је Париска опера произвела прве славне балерине. Док су жене почеле да доминирају балетском сценом у 18. веку, доласком романтичног балета у 19. веку постале су неприкосновене звезде које су играле главне улоге у делима Маријуса Петипа, појављујући се у театрима широм Европе, од Миланске скале до Маринског театра у Санкт Петербургу. У новије време жене су имале водећу улогу у развоју различитих облика модерног плеса, укључујући фламенко и експресионистички плес.

## Историја
Жене су увек играле доминантну улогу у плесу, што се може видети из најраније историје до појаве формалних плесова у 15. веку који су се развили у балет.

### Антика
Пећинске слике од пре 6000 година п. н. е. приказују жене које играју. Примери се могу видети у пећини Адаута код Палерма и у Рока делс Морос у Каталонији. У старом Египту жене су изводиле ритуалне плесове за верске обреде попут сахрана, што илуструју фреске на гробницама фараона. Најстарији записи о организованом плесу и о професионалним плесачицама потичу из Египта. Посебно у Старом краљевству, жене су биле организоване у групе познате као кхенер, којима су се мушкарци очигледно придружили тек касније.

И на индијском потконтиненту постоје рани докази о женама које плешу, од којих је најзначајнија бронзана статуа из Мохенџо-дара у долини Инда која датира око 2500 година п. н. е. Док се чини да је рано учешће мушкараца у плесним ритуалима било повезано са ловом и борбом, женски плес је пре свега био повезан са плодношћу, како пољопривредном тако и људском.
- Жене које плешу, слике из маварске пећине, изложба у музеју Гава
- Статуета девојке која плеше из Мохенџо-дара, 2500-1500 година п. н. е.
- Древна египатска плесачица,око 1300. п. н. е.
- Музичари и плесачице на фресци, Небамунова гробница око 1400. п. н. е.

Чини се да су на плес на класичном Криту и у Грчкој утицали плесови старог Египта. Постоји много примера старогрчке уметности из 6. и 5. века пре нове ере који приказују жене које плешу. Девице из Делоса плесале су у круг у част Аполона, а Терпсихора је била муза плеса. У 6. веку пре нове ере, хорос је постао трајно обележје грчког позоришта, док су жене познате као Дионизијак, често приказиване на грчким вазама, како плешу у екстази, славећи Диониса, бога вина. У старом Риму, певачице и плесачице наступале су на годишњим прославама Изиде које су укључивале мистериозне представе које представљају васкрсење Озириса.
- Музичар и плесачица, Атина, 460. п. н. е.
- Грчка плесачица, 5. век п. н. е.
- Статуа плешуће Менаде од теракоте, 3. век п. н. е.
- Плесачица са велом, теракота, око 100 година п. н. е.

Библија садржи неколико извештаја о женама које плешу, посебно о прославама које је Мирјам водила након преласка Црвеног мора, када се за жене говорило да су играле и свирале бубњеве. Након што се Давид вратио после убиства Голијата, жене су изашле певајући и играјући. У Новом завету, Матеја прича причу о томе како је Салома плесала за Ирода како би добила главу Јована Крститеља.
- Мирјамин плес, бугарски Томићев псалтир, око 1360.
- Плес Саломе, Роберт Фоулер (1885)

### Кина и Јапан
И у Кини постоји дуга историја плесачица од династије Џоу (око 1046–256. п. н. е.) која је достигла врхунац у династији Танг (618–907 н.е.). Плесови групе које су изводиле жене из династије Џоу биле су познате као кси. Древни позоришни спектакли звани баикси вероватно су укључивали плесачице у хаљинама са лепршавим свиленим рукавима. Текстови из Пролећног и јесењег периода (771–476. п. н. е.) садрже описе професионалних девојака плесачица, док плес Нишанг Јуји, који је створио цар Ли Лонгји (685–762), приказује девице како плешу као у чаробном свету. У Јапану 12. века ширабиоше су биле познате по плесу и поезији. Једна од најпознатијих била је дворска плесачица Шизука која се појављује у јапанској књижевности тог доба.
- Кинеска плесачица из династије Танг
- Статуете музичарки и играчица, династија Суи (око 600. године)
- Играчке фигуре, династија Танг, 7. век
- Плесачица из династије Танг
- Плесачица, династија Хан
- Шизука из Јапана из 12. века

### Индија
Индија има девет класичних плесова. Неке изводе искључиво жене као што је Mohiniyattam. Други се изводе са мушкарцима, попут Kathak-а.
- Bharata Natyam
- Kathak
- Kuchipudi
- Odissi
- Sattriya
- Manipuri
- Rekha Raju

### Средњи век
У средњем веку, са ширењем хришћанства по Европи, црква се углавном мрштила на плес, иако се често играло на народним фестивалима, посебно почетком маја. У Француској и Италији, ланчане и кружне игре као што су кароле и tresque су биле популарне од 4. до 14. века. Обично су се плесале у затвореном кругу, мушкарци и жене наизменично и држећи се за руке. У Италији је живахни напуљски салтарело постао популаран у 14. и 15. веку. Групе куртизана обучене у мушкарце изводиле су плес на маскенбаловима.
- Roman de la Rose, (око 1250)
- Средњовековни плес
- Салтарело, илустровао Бартоломео Пинели
- Раскошни бал код Катерине Медичи 1573. године

## Појава балета
У 15. веку дворске свечаности у Италији постале су све сложеније, често са формалним плесовима. Један од првих мајстора био је Доменико да Пиаћенца (око 1400–1470) који је саставио приручник за игру: De arte saltandi et choreas ducendi. И у Француској се професионални плес почео уобличавати када су плесачи наступили за Анрија III Француског у Фонтенблоу почетком 1580-их. Додатне презентације су направљене за Луја XIII, који је често сам узимао главну улогу. Али, пре свега, током владавине Луја XIV (1643–1715) постављени су темељи за оно што је постало познато као балет. Краљ није само записао правила плеса, већ је 1661. основао Краљевску академију плеса, која се развила у данашњи балет Париске опере. Многе ране балете створили су италијанско-француски композитор Жан-Батист Лили и француски кореограф Пјер Бошам, често уз помоћ Молијера.
У почетку су женске делове у раним балетима преузимали младићи; али је 1681. млада жена позната као госпођица Де Лафонтен плесала у Лилијевом Тријумфу љубави. Постала је водећа балерина у најмање 18 других представа у Париској опери између 1681. и 1693. године, чиме је утврђена врхунска важност жена у балету. Де Лафонтен је наследила Мари-Терез де Сублињи која је постала прва балерина која је наступила у Лондону када се појавила са Клодом Балоном 1699. Проглашена за најбољу балерину свог времена, са лепим очима и фином фигуром, Сублињи је плесала у Париској опери од 1688. до пензионисања 1707.
Следећа водећа играчица опере била је Франсоаз Прево (1680–1741), чија је прецизност, лакоћа и грациозност много допринела класичном балету. Убедила је диригента Жан-Ферија Ребела да компонује суите за балет. Његови Caprice, Boutade, Les Caractères de la danse и La Terpsichore донели су јој значајан успех. Конкретно, њено лично тумачење корака у Caprice-у послужило је као пример другим солистима, док је Caractères трансформисала у низ који илуструје различите типове љубавника, мушких и женских. Прево је обучавала две веома успешне плесачице, Мари Камарго (1710–1770) и Мари Сале(1707–1756), које су додале своје личне преференције њеним Caractères, од којих је свака развијала индивидуалне стилове. Оне ће заузети њено место као примабалерине након што се повукла из опере 1730.
Камарго се показала као огроман успех, не само као резултат њеног блиставог рада ногама, већ зато што је представила нешто краће сукње и нове фризуре. Такође је одбацила ципеле са високим потпетицама, представивши плесне папуче које су олакшале извођење захтевнијих покрета. Плешући захтевне кораке, које су раније изводили искључиво мушкарци, Камарго је додатно учврстила имиџ балерине.
Сале је од балета тражила више од вештих демонстрација технике коју су заговарали заговорници традиционалног балета. Она је веровала да музика, кораци, декорација и костими треба да допринесу грациозном, изражајном наступу комбинујући пантомиму са плесом у ономе што је постало познато као балет акције. Како многи у париској опери нису делили њене ставове, одлучила је да се пресели у либералнији Лондон. У Ковент Гардену у Лондону изазвала је сензацију 1734. године као Галатеа у Пигмалиону, балету који је сама кореографирала. Одбацивши уобичајену одећу балерине, одлучила је да носи једноставну муслинску тунику и дозволи да јој коса слободно пада преко рамена. Следеће године је чак одлучила да се обуче као мушкарац док је играла улогу Купидона, али су критике биле изузетно критичне. Као резултат тога, вратила се у Париз где је плесала у Опери до пензије 1740. године, са 33 године. Након тога је повремено плесала за двор у Версају.

Током друге половине 18. века доминирајућа звезда париске опере била је Мари-Мадлен Гимар која можда није имала технику Салеове, али је ипак била препозната по својим сензуалним покретима, бројним удварачима и егзотичној одећи. Друге звезде су биле Мари Алар (1738–1802) која се придружила Париској опери 1756. године, где ју је обучавао Гаетан Вестрис, и постала је не само звезда већ и његова супруга. Иако је била прилично корпулентна и често трудна, била је хваљена због свог импресивног рада ногама.
- Мари-Терез де Сублињи (око 1700)
- Франсоаз Прево (око 1723)
- Мари Камарго (око 1730)
- Мари Сале (око 1730)
- Мари-Мадлен Гимар (око 1774)

## Романтични балет
Најуспешнији период за женске балетске играчице био је око 1830-их и 1840-их, када су оне постале велике звезде романтичног балета. Италијанско-шведска Марија Таљони (1804–1884) није само бриљирала у Париској опери када је 1832. играла Силфид, већ је своју славу проширила на Санкт Петербург и Марински балет, као и на позорнице у Берлину, Милану и Лондону до пензионисања 1847. године. Она је развила балетни en рointe, (плес на врховима прстију) уводећи нову моду у хаљинама и обликовању косе која је постала популарна у целој Европи. Аустријанка Фани Елслер (1810–1884) стекла је славу и богатство плешући кокетну шпанску сachucha-у у Le Diable boiteux-у, наступајући не само у Аустрији, Немачкој, Француској, Енглеској и Русији, већ и у Сједињеним Државама. Ипак, 1845. одбила је да плеше са ривалкама Маријом Таљони, Карлотом Гриси, Фани Ћерито и Лусил Гран у Pas de Quatre Жила Пероа.

Представљен у Позоришту Њеног Величанства у Лондону, Pas de Quatre је изазвао сензацију, окупивши четири највеће балерине тог времена. Поред Мари Тањони, Италијанка Гриси (1819–1899) постала је позната и у Паризу и у Санкт Петербургу по својој Жизели, док је Ћерито из Напуља постала звезда Скале у Милану. Гран (1819–1907), Данкиња, имала је седиште у Паризу, али је такође плесала у Лондону, Санкт Петербургу и Милану пре него што се настанила у Немачкој.
- Марија Таљони (око 1831)
- Фани Елслер (1836)
- Карлота Гриси у Жизели (1841)
- Фани Ћерито (1844)
- Лусил Гран (1838)
- Полин Леро (1840)

Неколико значајних италијанских балерина појавило се у другој половини 19. века, достигавши свој врхунац у Русији. Вирџинија Цуки (1849–1933) италијанског порекла, први пут је плесала у Италији и Немачкој, али су њене интерпретације балета Маријуса Петипе у Русији биле толико успешне да је цар инсистирао да се придружи Маринском балету у Санкт Петербургу. Средином 1880-их играла је у Копелији, La fille mal gardée и Есмералди, револуционирајући балет у Русији изузетном снагом својих представа. Сличним путем је кренула и Пијерина Лењани (1863–1930) из Милана, која је такође играла у Маринском од 1892. где је дала познате роле у Петипиним балетима, укључујући Пепељугу, Лабудово језеро и Рејмонду, стекавши титулу примабалерине. Карлота Брианца (1867–1930), такође из Милана, прво је стекла славу у Миланској скали са којом је обишла Сједињене Државе. Памти се пре свега по томе што је играла Аурору на премијери Петипине Успаване лепотице 1890.
- Вирџинија Цуки (1886)
- Пијерина Лењани (1896)
- Карлота Брианца (око 1890)

## Балет 20. века
Нови, динамичнији приступи балету развили су се од почетка 20. века, од којих је најутицајнији био Ballets Russes Сергеја Дјагиљева, који је промовисао иновативну сарадњу између кореографа, композитора и плесача. Једна од првих звезда била је Ана Павлова (1881–1931) која је славу стекла плесом Умирућег лабуда у кореографији Михаила Фокина пре него што се придружила Ballets Russes 1909. Њена ривалка, Тамара Карсавина (1885–1978), која је такође наступала са Ballets Russes, упамћена је пре свега по остварењу насловне улоге у Фокиновој Жар птици. Олга Спесивтсева (1895–1991) плесала је са Маринским балетом у Санкт Петербургу, али је такође путовала са Ballets Russes, играјући Аурору у Дјагиљевој Успаваној принцези (1921) у Лондону.
- Ана Павлова (1912)
- Тамара Карсавина (1911)
- Олга Спесивтсева (1934)

Балет се такође почео развијати у Лондону, углавном захваљујући напорима две жене. Мари Рамбер (1888–1982) пореклом из Пољске, која је такође стекла искуство са Ballets Russes, основала је 1926. Балетски клуб (касније Рамбер плесна компанија) представивши нове кореографе, попут Фредерика Аштона. Још утицајније, Нинет де Валоа (1898–2001) провела је три године са Ballets Russes пре него што је 1931. створила лондонски Vic-Wells Ballet (касније постао Краљевски балет), где је Алисија Маркова (1910–2004) била прва примабалерина, и глумила у балетима из класичних представа Маринског. Маркова је отишла да оформи своју компанију за турнеје 1937. Десет година касније Марго Фонтејн (1919–1991) постала је примабалерина компаније. Врхунац њене славе дошао је 1961. године када је започела партнерство са Рудолфом Нурејевим, прво у Жизели, све до пензионисања 1979.
- Мари Рамбер, у средини (1943)
- Алисија Маркова (1940)
- Марго Фонтејн (1957)

### Балет у Србији
Са великим закашњем, балет је у Србију стигао доласком примабалерине, педагога и кореографа славног руског Маријинског театра Јелене Пољакове. Двадесетих година двадесетог века у Народном позоришту основана је глумачко-балетска школа коју је водила Пољакова као и Балет при Опери Народног позоришта. Из ове школе поникле су прве српске балерине Аница Прелић, Соња Станисављевић, Ната Милошевић и Наташа Бошковић. Балетска уметност се у Србији веома брзо развијала захваљујући уметницима који су дошли из Русије.
Своју прву целовечерњу представу београдски Балет је извео 22. јануара 1923. године – „Шчелкунчик (Рскало/Крцко Орашчић)“ Петра Илича Чајковског. Репертоар Народног позоришта играле су: Наташа Бошковић, Нина Кирсанова, Марина Олењина, Јања Васиљева, Аница Прелић, Рут Парнел.
У раном послератном периоду највиђеније српске балерине биле су: Вера Костић, Јованка Бјегојевић, Душанка Сифниос, Јелена Шантић, Иванка Лукатели, Лидија Пилипенко, Вишња Ђорђевић, и др., а најбоља српска балерина касног XX века је Ашхен Атаљанц (јерменско-српског порекла).

## Други облици плеса
Жене су такође значајно допринеле већини других облика плеса, посебно фламенку, модерном плесу, експресионистичком плесу, трбушном плесу и кабареу који су довели до музичког театра.

### Фламенко
Музика фламенка настала је на југу Шпаније у 15. веку, вероватно резултат утицаја Маура са могућим пореклом из Индије. Док су многи певачи који су се појавили у 18. веку били мушкарци, жене су све више стицале славу као плесачице. Једна од најранијих била је Хуана ла Макарона (1860–1947) која је први пут наступила у Севиљи са певачем Силвериом Франконетијем, али је убрзо постала популарна не само у Шпанији, већ и широм Европе. Лола Флорес (1923–1995) упамћена је по певању и плесању андалузијског фолклора, посебно фламенка, копле и хотиса. Ангелита Варгас (рођена 1946) важи за једну од највећих звезда андалузијског фламенка, која путује по Европи, Сједињеним Државама, Јапану и Аустралији.

### Модерни плес у САД
Предвођени женама, разни стилови модерног плеса почели су да се развијају крајем 19. века. Лои Фулер (1862–1928) из Чикага била је једна од пионира. Користила је сопствени природни приступ кретању и импровизацији, да би касније постала звезда у париском Фоли Бержеру. Инспирисана грчком уметношћу, Исидора Данкан (1877–1927) из Сан Франциска отворила је пут модерном стилу слободног плеса верујући да је важније изразити суштину живота покретом, а не следити прописе класичног балета. Одгојена на фарми у Њу Џерзију, Рут Ст. Денис (1879–1968) развила је сопствена тумачења оријенталног плеса као израз спиритизма. Американка Марта Грахам (1894–1991) извршила је значајан утицај на развој модерног плеса кроз свој Центар за савремени плес Марта Грахам из Њујорка. 
- Лои Фулер (1896)
- Исидора Данкан (1903)
- Рут Ст. Денис (1916)
- Марта Грахам (1948)

### Експресионистички плес
Немица Мари Вигман сматра се творцем експресионистичког плеса. Инспирисана источњачким удараљкама, често је наглашавала језиво. Херта Фајст (1896–1990), такође из Немачке, била је плесачица и кореографкиња експресиониста. Основала је своју властиту школу у Берлину, комбинујући гимнастику са нудизмом и плесом, иако су њене амбиције касније озбиљно смањили Нацисти. Такође Вигманина сарадница, Грет Палука (1902–1993) отворила је своје школе у Немачкој 1920-их и 1930-их, али су касније затворене због њеног јеврејског порекла. Једна од њених ученица, Доре Хојер (1911–1967), која је такође била сарадница Мари Вигман, развила је сопствене програме пре Другог светског рата у Немачкој, Холандији, Данској и Шведској. Након рата постала је редитељка балета у Хамбуршкој државној опери.
- Мари Вигман (1959)
- Грет Палука (1930-их)
- Доре Хојер

### Трбушни плес
Иако изгледа да трбушни плес води порекло из далеке прошлости, у Европу и Северну Америку уведен је крајем 19. века. Неколико египатских филмских глумица изводиле су трбушни плес у мјузиклима 1930-их и 1940-их. Ране звезде су биле Тахија Кариока (1919–1999), Самија Гамал (1924–1994) и Нели Мазлоум (1929–2003). Од 1960-их трбушни плес постаје све популарнији широм Сједињених Држава са звездама укључујући Далилу (трбушна плесачица) (1936–2001), Далену и Серену (1933–2007).
- Египатска трбушна плесачица, Светски сајам у Чикагу (1893)
- Тахија Кариока (1920)
- Далила (1963)
- Ранда Камел, Каиро (2007)

### Кабаре
Жене су 1890-их почеле да певају и плешу у париским кабареима, наглашавајући женско тело, уводећи заводљиве покрете и истичући своје груди и бокове. Већина њих није имала формалну обуку, изузетак је Клео де Мерод (1875–1966) којиа је напустила Париску оперу како би наступила у Фоли Бержеру. Главни кореограф је био рођени Алжирац Марикуита (1830—1922), који је постао директор балета у Фоли Бержеру и Опери Комик. Звезде тог периода биле су шпанска Бел Отеро из Галиције која је стекла славу у Cirque d'Été Шарла Франконија 1890. године, Емилиен д'Аленсон (1869–1946) која је плесала у Фоли Бержеру, и Мата Хари, родом из Холандије (1876–1917) која је од 1905. постала позната по свом плесу инспирисаном Индонезијом, прво у Паризу, а затим и у другим европским престоницама. Ла Гули (1866—1929) се памти по игрању кан-кана у Мулен Ружу 1890. године.
- Маркуита и Емилиен д'Аленсон (1893)
- Клео де Мерод (око 1897)
- Бел Отеро (око 1905)
- Мата Хари (1906)
- Ла Гули (око 1890)